# Fédération Libanaise de Football Association
Die Fédération Libanaise de Football Association (arabisch الاتحاد اللبناني لكرة القدم, DMG al-Ittiḥād al-lubnānī li-kurat al-qadam) ist der Fußballverband des Libanon.

## Geschichte
Die Fédération Libanaise wurde 1933 unter der Führung von Pierre Gemayel und Hussein Sajaan gegründet. Gemeinsam reisten der maronitische Christ und der sunnitische Muslim an der Spitze einer von den damaligen Kolonialbehörden nicht unterstützten Delegation zu den Olympischen Sommerspielen 1936. Fußballclubs in der arabischen Welt dienten damals als wichtige Orte für den arabischen Nationalismus.
Seit 1936 ist der Verband Mitglied der FIFA. Der Asian Football Confederation (AFC) trat die Fédération Libanaise de Football Association 1964 bei. 
Der derzeitige Präsident ist Hachem Haydar (2010) und die Verwaltung befindet sich im Bristol Radwan Center in Beirut.

## Organisation
Der Verband organisiert die Spiele und die Betreuung der Fußballnationalmannschaft sowie das nationale U-23-Fußball-Team, das U-20-Fußball-Team und das nationale U-17-Fußball-Team. Zudem wird auch die libanesische Futsal-Nationalmannschaft organisatorisch betreut.